# Tephronia nigrolineata
Tephronia nigrolineata là một loài bướm đêm trong họ Geometridae.